# Kolarstwo na Letnich Igrzyskach Olimpijskich 2012 – jazda indywidualna na czas kobiet
Jazda indywidualna na czas kobiet była jedną z konkurencji kolarskich na Letnich Igrzyskach Olimpijskich 2012, która była rozgrywana w południowo-zachodnim Londynie i Surrey.
W ramach tej konkurencji zawodniczki miały do pokonania jedno okrążenie, które liczyło 29 km. Zawodniczki startowały kolejno w jednakowych odstępach czasu.

## Terminarz
Czas UTC+01.00
| Data            | Godzina |       |
| --------------- | ------- | ----- |
| 1 sierpnia 2012 | 12:30   | Finał |

## Wyniki
Wstępną listę zawodniczek zaprezentowano 23 lipca, a swój start potwierdziły 24 zawodniczki.
| Pozycja | Zawodniczka          | Czas     |
| ------- | -------------------- | -------- |
| złoto   | Kristin Armstrong    | 37:34,82 |
| srebro  | Judith Arndt         | 37:50,29 |
| brąz    | Olga Zabielinska     | 37:57,35 |
| 4.      | Linda Villumsen      | 37:59,18 |
| 5.      | Clara Hughes         | 38:28,96 |
| 6.      | Emma Pooley          | 38:37,70 |
| 7.      | Amber Neben          | 38:45,17 |
| 8.      | Ellen van Dijk       | 38:53,68 |
| 9.      | Trixi Worrack        | 39:20,73 |
| 10.     | Elizabeth Armitstead | 39:26,24 |
| 11.     | Pia Sundstedt        | 40:01,69 |
| 12.     | Tatjana Antoszyna    | 40:12,49 |
| 13.     | Shara Gillow         | 40:25,03 |
| 14.     | Emma Johansson       | 40:38,56 |
| 15.     | Audrey Cordon        | 40:40,51 |
| 16.     | Marianne Vos         | 40:40,79 |
| 17.     | Emilia Fahlin        | 41:15,86 |
| 18.     | Clemilda Fernandes   | 41:25,39 |
| 19.     | Denise Ramsden       | 41:44,81 |
| 20.     | Yelena Çalıx         | 41:47,06 |
| 21.     | Tatiana Guderzo      | 41:48,94 |
| 22.     | Noemi Cantele        | 41:51,18 |
| 23.     | Liesbet De Vocht     | 42:08,28 |
| 24.     | Ashleigh Moolman     | 42:23,57 |